# Neoplasia mucinosa papilar intraductal

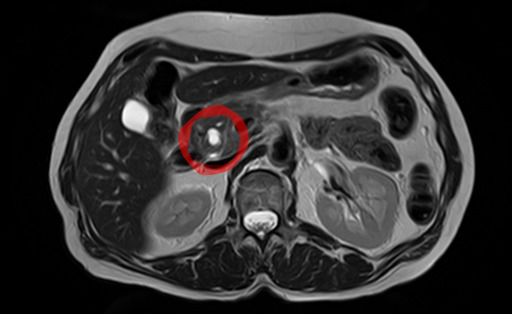
Neoplasia mucinosa papilar intraductal numa imagem por ressonância magnética.

Neoplasia mucinosa papilar intraductal é um tipo de tumor (neoplasia) que se desenvolve nos ductos do pâncreas (intraductal) e caracterizado pela produção de um líquido espesso pelas células do tumor (mucinosa). Caso permaneçam por tratar, podem progredir para cancro invasivo maligno.